# Shut Down Volume 2
Shut Down Volume 2 é o quinto álbum de estúdio da banda de rock americana The Beach Boys, e o primeiro dos quatro que a banda lançaria em 1964. O volume "2" do álbum refere-se à compilação de hot rod, Shut Down, lançada pelo selo da banda, Capitol Records em 1963. O disco incluía "409" e "Shut Down", mas não era um álbum do The Beach Boys.
"Shut Down Volume 2" foi hit # 13 nas paradas dos Estados Unidos durante estadia de 38 semanas.
Shut Down Volume 2 (Capitol (S) T 2027) é agora emparelhados em CD com Surfer Girl e faixas bônus do período.

## História
Gravado quando a "Beatlemania" estava começando a chegar ao território americano (e em breve afetar o líder Brian Wilson), Shut Down Volume 2 foi feito para consolidar a posição da banda como a maior banda na América. Em vez disso, a invasão do The Beatles foi tão avassaladora que o álbum atingiu # 13 nos Estados Unidos (embora, eventualmente, tenha ganhado disco de ouro).
Parte da culpa pelo fato do álbum não ter chegado ao "Top 10" deveu-se possivelmente ao fato dele possuir algumas faixas sendo consideradas, por comum acordo, puro "enchimento". A adição da homorística "Cassius" Love Vs. "Sonny" Wilson" (uma "luta" entre Brian e Mike) serve para ilustrar a necessidade de encher o álbum.
No entanto, os pontos altos do Shut Down Volume 2 estão, entre os mais fortes momentos da banda até agora: "Fun Fun, Fun", "Don't Worry Baby" (resposta de Brian a sua música predileta "Be My Baby", de Phil Spector, gravada por The Ronettes), "In the Parkin' Lot", "The Warmth of the Sun" (escrita em apenas algumas horas depois assassinato de JFK), " Keep an Eye on Summer" e um cover de Frankie Lymon, Why Do Fools Fall In Love ". "Pom, Pom Play Girl" apresenta Carl Wilson em seu primeiro vocal principal numa canção dos Beach Boys.
Shut Down Volume 2 foi comercializado como "hot rod" após o sucesso do antecessor Little Deuce Coupe, mas os Beach Boys não foram capazes de manter o tema da forma consistente com que conseguiram anteriormente, sinalizando que Brian Wilson e Mike Love já estavam esgotando o repertório de canções sobre automóveis e teriam que mudar de marcha em breve.
| Críticas profissionais                                                      | Críticas profissionais |
| Avaliações da crítica                                                       | Avaliações da crítica  |
| Fonte                                                                       | Avaliação              |
| --------------------------------------------------------------------------- | ---------------------- |
| allmusic                                                                    | [ 1 ]                  |
| Esta tabela precisa de ser acompanhada por texto em prosa. Consulte o guia. |                        |

## Capa
A fotografia da capa, tirada pelo fotógrafo da Capitol George Jerman, mostra a banda (agora com Al Jardine fazendo sua estréia) posando ao lado de uma seleção de carros - nomeadamente, Corvette Sting Ray possuído por Dennis Wilson e Pontiac Grand Prix, de propriedade por Carl.

## Faixas

### Lado A
1. "Fun, Fun, Fun" (Brian Wilson/Mike Love) – 2:03
  - Como vocal principal Mike Love
2. "Don’t Worry Baby" (Brian Wilson/Roger Christian) – 2:47
  - Como vocal principal Brian Wilson
3. "In the Parkin' Lot" (Brian Wilson/Roger Christian) – 2:01
  - Como vocal principal Mike Love
4. "Cassius Love vs. Sonny Wilson" (Mike Love/Brian Wilson) – 3:30
  - Como vocal principal Brian Wilson e Mike Love. Todos os membros do grupo à frente das partes nas falas.
5. "The Warmth of the Sun" (Brian Wilson/Mike Love) – 2:51
  - Como vocal principal Brian Wilson
6. "This Car of Mine" (Brian Wilson/Mike Love) – 1:35
  - Como vocal principal Dennis Wilson

### Lado B
1. "Why Do Fools Fall in Love" (Frankie Lymon/M. Levy) – 2:07
  - Como vocal principal Brian Wilson
2. "Pom Pom Play Girl" (Brian Wilson/Gary Usher) – 1:30
  - Como vocal principal Carl Wilson e Mike Love
3. "Keep an Eye on Summer" (Brian Wilson/Bob Norman) – 2:21
  - Como vocal principal Brian Wilson e Mike Love
4. "Shut Down, Part II" (Carl Wilson) – 2:07
  - Instrumental
5. "Louie, Louie" (Richard Berry) – 2:17
  - Como vocal principal Carl Wilson [1° e 3 versos] e Mike Love nos vocais [2° verso baixo vocal]
6. "Denny's Drums" (Dennis Wilson) – 1:56
  - Instrumental

### Singles
- "Fun, Fun, Fun" b/w "Why Do Fools Fall In Love" (Capitol 5118), 3 de fevereiro de 1964 Estados Unidos # 5
- "Don't Worry Baby" caracterizado como o lado-B "I Get Around"  Estados Unidos # 24
- "The Warmth of the Sun" b/w "Dance, Dance, Dance"